# Lamontichthys maracaibero
Lamontichthys maracaibero är en fiskart som beskrevs av Donald C.Taphorn och Lilyestrom, 1984. Lamontichthys maracaibero ingår i släktet Lamontichthys och familjen Loricariidae. Inga underarter finns listade i Catalogue of Life.